# Dagmar Klose
Dagmar Klose (* 20. Mai 1944 in Chemnitz) ist eine deutsche Geschichtsdidaktikerin.

## Leben
Von 1964 bis 1968 studierte sie Germanistik und Geschichte an der Pädagogischen Hochschule Karl Liebknecht Potsdam. Von 1968 bis 1978 war sie Lehrerin für Deutsch und Geschichte in Potsdam und von 1978 bis 1990 Lehrerin im Hochschuldienst im Wissenschaftsbereich Methodik des Geschichtsunterrichts bei Waldemar Waade in Potsdam. Nach der Promotion 1982 und der Habilitation 1991 war sie von 1991 bis 1993 wissenschaftliche Oberassistentin und von 1993 bis zum Eintritt in den Ruhestand 2009 Professorin für Didaktik der Geschichte an der Universität Potsdam. Anschließend absolvierte sie ein Studium an der Fernuniversität in Hamburg und erlangte 2012 einen Abschluss als Drehbuchautorin.

## Schriften (Auswahl)
- Möglichkeiten und Grenzen der weltanschaulichen, politischen und moralischen Bildung und Erziehung im Geschichtsunterricht der Klasse 5. Potsdam 1982.
- Zum Lehr- und Aneignungsprozess weltanschaulicher Grundpositionen im Geschichtsunterricht der Klassen 5 bis 10. Eine auf einem Langzeitversuch basierende Studie. Potsdam 1988.
- mit Mathias Iffert: Zeit- und Menschenläufe im 20. Jahrhundert. Subjektive Orientierungen und historischer Sinn. Potsdam 1999, ISBN 3-932981-58-8.